# همه آمریکایی‌های من
همه آمریکایی‌های من (به انگلیسی: My All American) فیلمی محصول سال ۲۰۱۵ و به کارگردانی آنجلو پیزو است. در این فیلم بازیگرانی همچون آرون اکهارت، فین ویتراک، رابین تونی، سارا بولگر، مایکل ریلی بورک و مکنزی میهان ایفای نقش کرده‌اند.